# Palazzo Gondi de Prat
Il palazzo Gondi de Prat è un edificio storico del centro di Firenze, situato tra via Torta 14, via delle Burella e via dell'Anguillara.

## Storia e descrizione
Il grande edificio è evidentemente frutto di accorpamenti di varie case, e di numerosi rimaneggiamenti, benché l'attuale carattere possa dirsi seicentesco. In particolare si veda la compresenza sia di sporti su mensole (a indicare una probabile origine tre quattrocentesca della fabbrica) sia di porte e finestre incorniciate da pietrami e bozze rustiche (secondo un disegno che Walther Limburger segnalava per la particolarità non trovando altri riscontri coevi) che rimandano a modelli seicenteschi. 

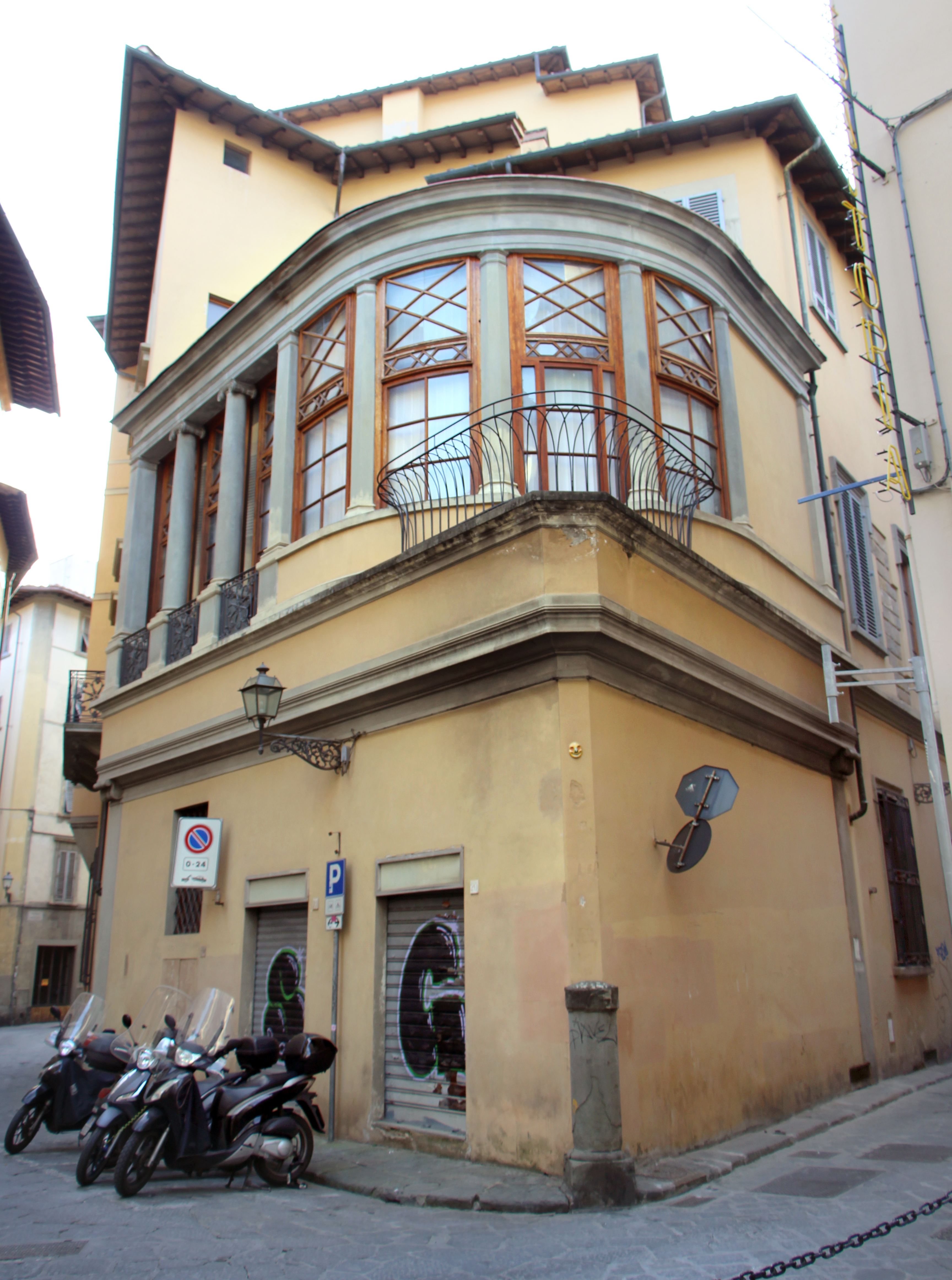
Veduta della loggetta in angolo con via delle Burella

La piacevole loggetta neoclassica che si sporge come una prua tra via Torta e via delle Burella è frutto invece di un intervento dovuto all'architetto Giuseppe Martelli, databile al 1840 circa, costruita su una casa di proprietà dei da Panzano che aveva, al terreno, officine di tintore e che venne acquistata e incorporata nel palazzo solo nel Seicento, al tempo della proprietà dei Gondi. 
Per ciò che Marcello Jacorossi ha ricostruito, "in epoca remota erano qui le case dei Tolosini che, per lungo tempo, vennero lasciate in abbandono. Nel 1469 erano ridotte a casolare, ossia a fabbricato in rovina, e appartenevano a Niccolò di Pino da Bonaccorso. Nel 1480 Francesco di Lapo del Tovaglia comprò il fabbricato ma, come risulta dalla partita della decima, esso rimase sempre allo stato di casolare. Nel 1534 era passato a Jacopo Butini che lo fece restaurare riducendolo a propria dimora. Nel XVII secolo l'ebbero gli Ugolini che lo ridussero alla forma attuale". 
Il riferimento a una data seicentesca per il cantiere che portò la fabbrica alle forme attuali sembrerebbe confermato da quanto è apprezzabile nella pianta prospettica di Stefano Buonsignori del 1584, dove l'edificio si presenta ancora sotto forma di semplice casa, a volume compatto, privo di corte interna e di altri elementi capaci di conferirle il carattere di palazzo. 
Per quanto riguarda la cantonata con via delle Burella, al di sotto della loggetta sono tracce di paramento di pietra battuto alla martellina di antico carattere. Il Comitato per l'Estetica Cittadina, nel 1959-1960, lo fece rintonacare e vi sostituì il pilastrino di pietra angolare tra le due strade, di foggia neoclassica, che era infranto.

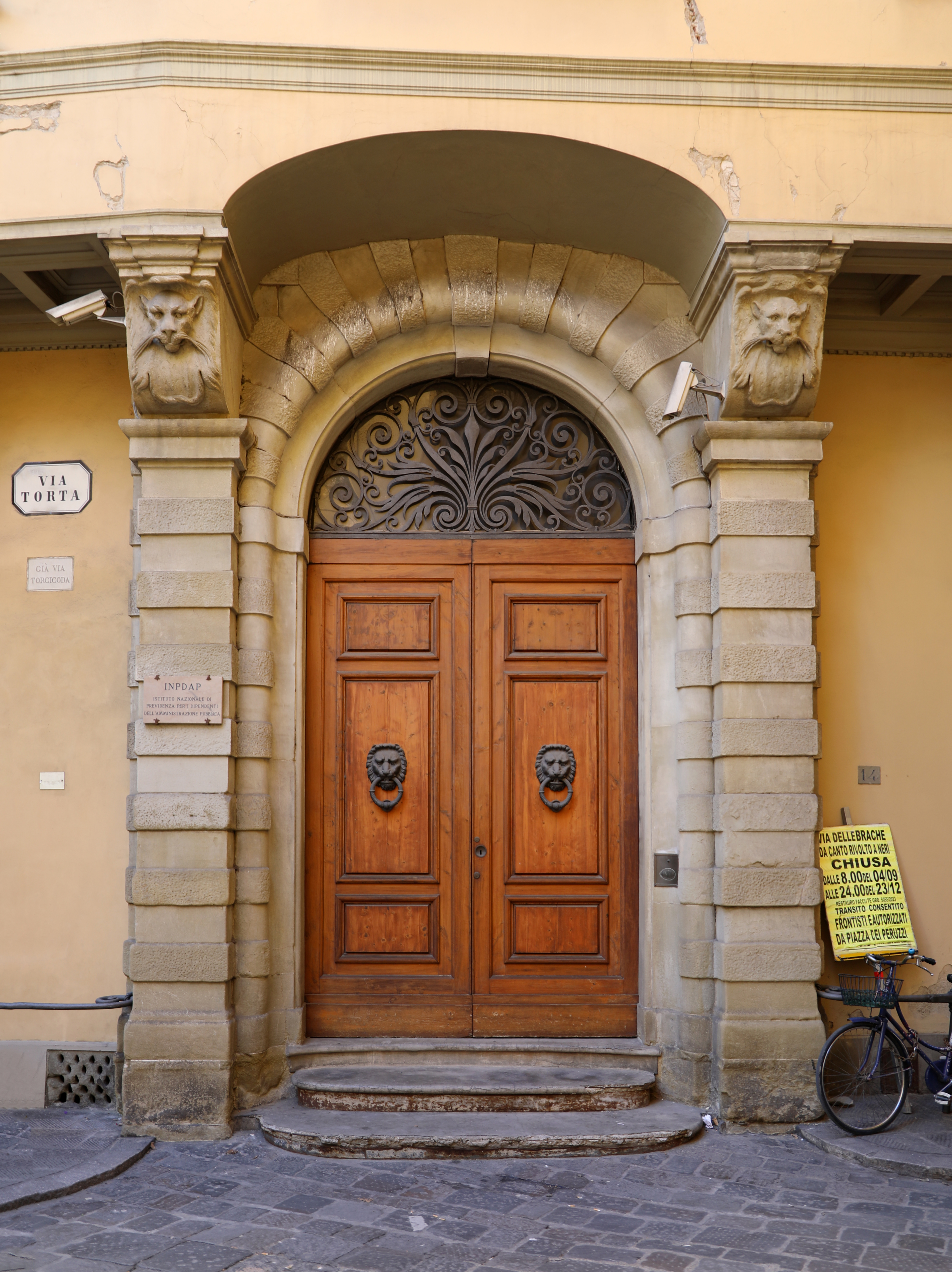
Il portale principale

Da segnalare ai lati del portone principale sullo slargo tra via Torta e via dell'Anguillara le due grandi mensole in pietra con teste di leone. Nell'atrio del palazzo ricorre, sul fondo, l'arme dei Gondi (d'oro, a due mazze d'arme decussate di nero, legate di rosso). Negli interni si segnalano sale con notevoli affreschi settecenteschi. Attualmente l'edificio, acquistato nel 1991 dall'Ente Nazionale Previdenza e Assistenza ai Dipendenti Statali (ENPAS), divenuto poi sede della direzione regionale dell'Istituto Nazionale di Previdenza per i Dipendenti della Amministrazione Pubblica (INPDAP), è nelle disponibilità dell'Istituto Nazionale della Previdenza Sociale (INPS).

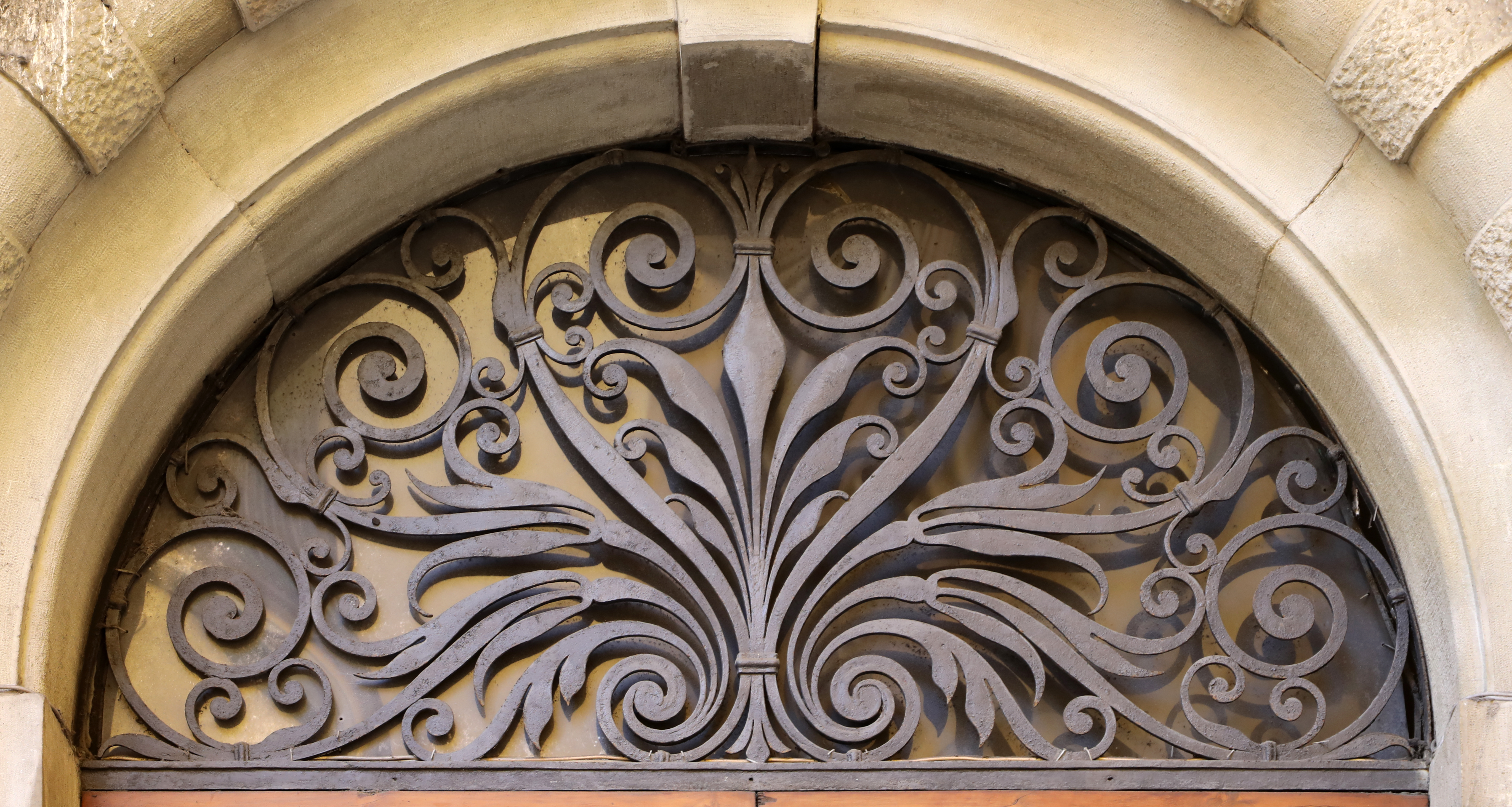
Grata del portale in ferro battuto
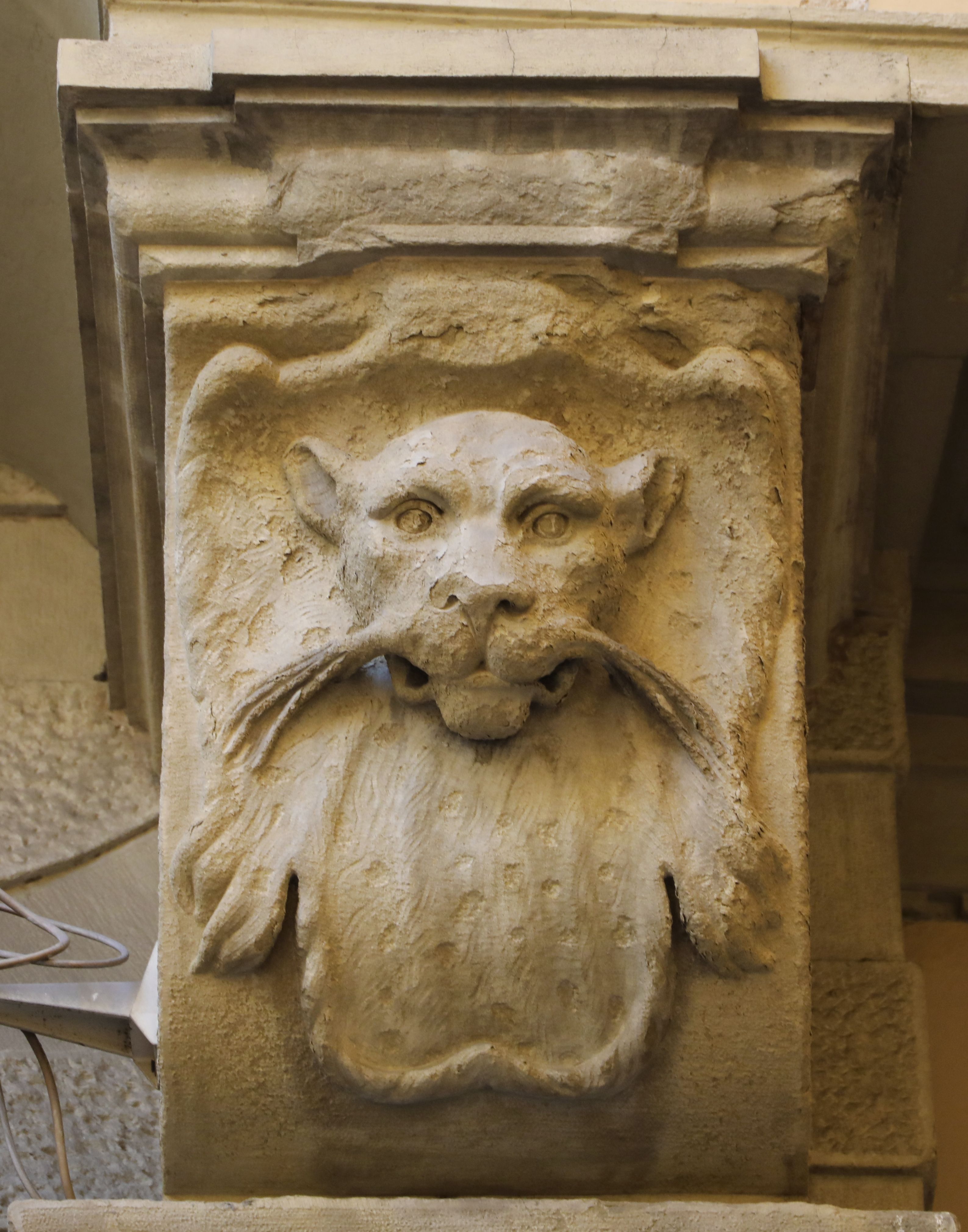
Testa di leone su una mensola del portale principale
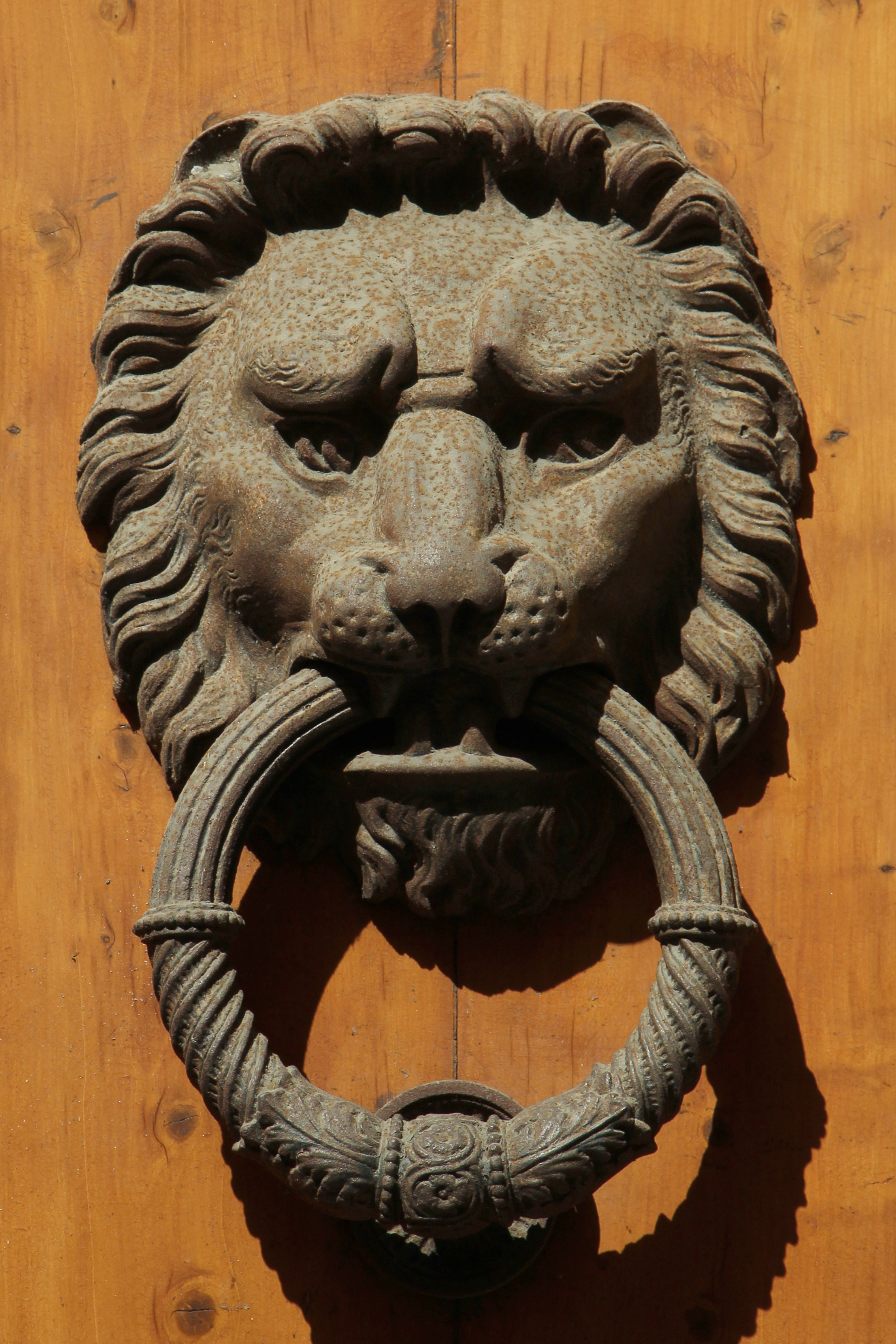
Maniglia del portale
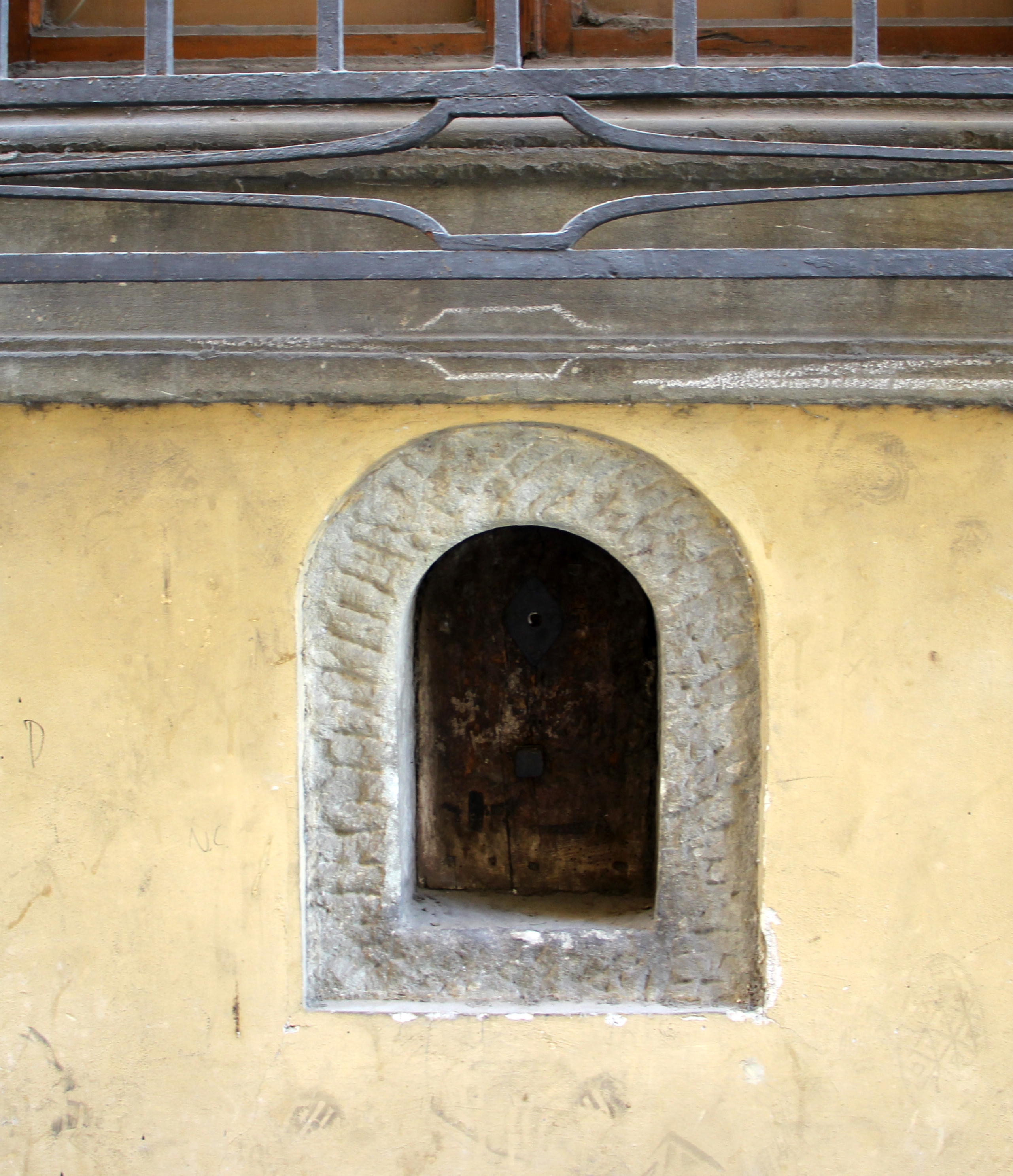
Buchetta del vino

## Bibliografia

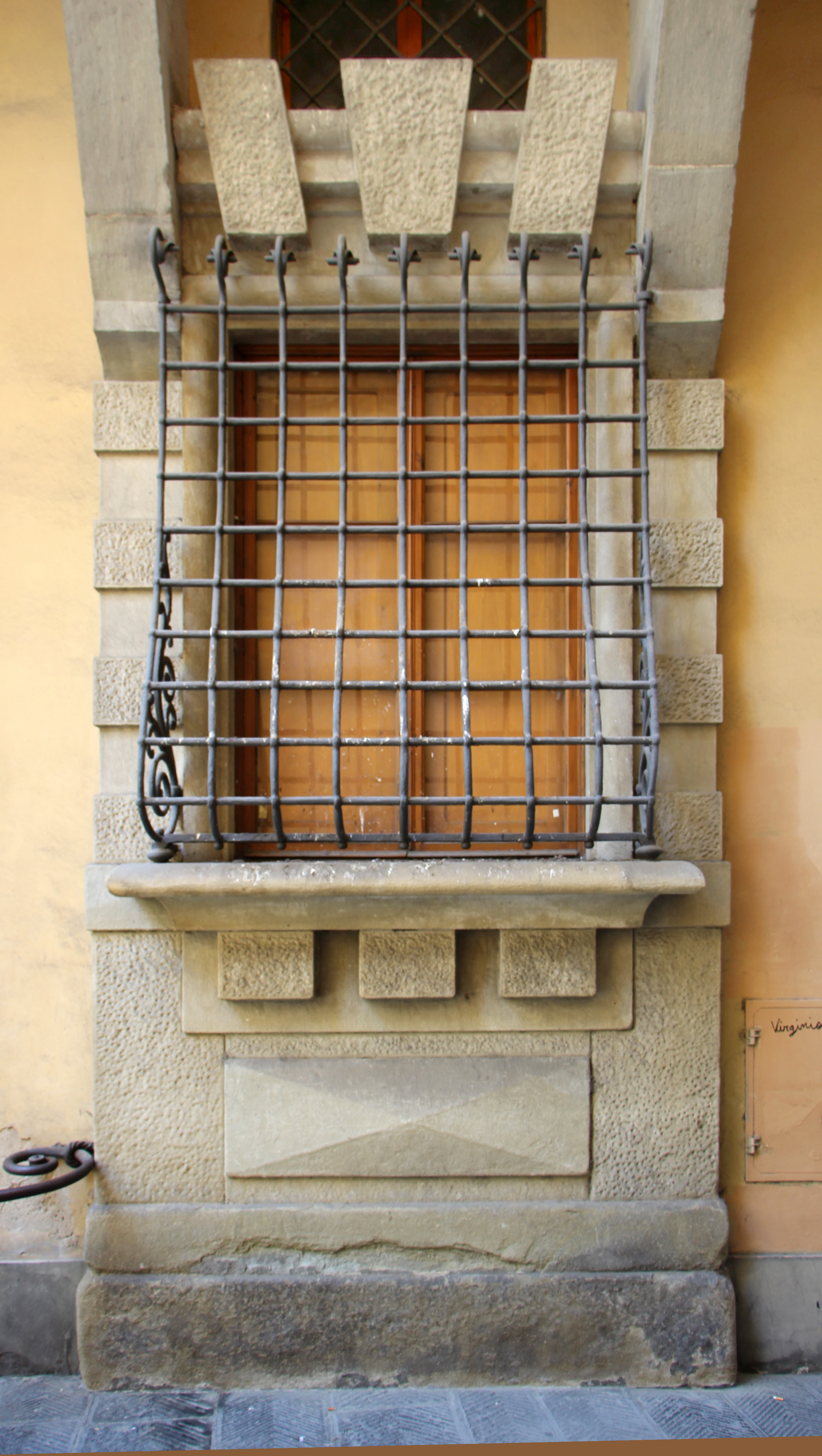
Finestra con grata